# Distretto di Maâtkas
Il distretto di Maâtkas è un distretto della provincia di Tizi Ouzou, in Algeria.

## Comuni
Il distretto di Mâatkas comprende 2 comuni:
- Maâtkas
- Souk El Thenine